# سار (مقاطعة)
مقاطعة سار هي واحدة من 15 مقاطعة في إستونيا. وهو يتألف من ساريما، أكبر جزيرة من استونيا، والعديد من الجزر الصغيرة القريبة منها، وأبرزها موهو، روهنو، أبروكا و فيلساندي. يحد المقاطعة مقاطعة مقاطعة لانا من الشرق، ومقاطعة هيو من الشمال، ولاتفيا من الجنوب. في يناير 2013، بلغ عدد سكان مقاطعة سار 30،966 نسمة، أي ما يعادل 2.4 ٪ من سكان إستونيا.